# Rescaldina
Rescaldina é uma comuna italiana da região da Lombardia, província de Milão, com cerca de 13.033 habitantes. Estende-se por uma área de 8 km², tendo uma densidade populacional de 1629 hab/km². Faz fronteira com Cislago (VA), Gorla Minore (VA), Gerenzano (VA), Marnate (VA), Uboldo (VA), Castellanza (VA), Legnano, Cerro Maggiore.

## Demografia
| Variação demográfica do município entre 1861 e 2011                               |
|                                                                                   |
| Fonte: Istituto Nazionale di Statistica (ISTAT) - Elaboração gráfica da Wikipedia |